# Burgundské státy
Burgundské státy (francouzsky États bourguignons), burgundský nebo burgundsko-vlámský stát (Francouzsky État bourguignon, burgundo-flamand), burgundská říše (nizozemsky Bourgondische Rijk) nebo obecně valoiské Burgundsko (Valois-Bourgogne) jsou moderní názvy historiků pro pozdně středověkou bezejmennou monarchii vévodů z burgundské větve Kapetovců rodu Valois, která se v době 14. a 15. století rozprostírala na východě dnešní Francie a zemí Beneluxu, Belgie a Nizozemska. Valoiský burgundský stát byl svazkem mnoha burgundských a vlámských států volně spojených personální unií (osobou burgundského vévody). Vlámská část tvořila celek známý jako Burgundské Nizozemí. Někteří historici proto užívají přívlastku „burgundsko-vlámský“ nebo „burgundsko-nizozemský“ apod., nicméně mnohé burgundské státy byly stále lény Francie nebo náležely ke Svaté říši římské.
Podobně jako někdejší přemyslovský stát, státy Savojských nebo dědičné země Habsburků (pozdější Habsburské monarchie), také stát burgundských vévodů byl volnou unií mnoha burgundských a vlámských států držících pohromadě jen díky burgundskému vévodovi (personální unie) a jeho dynastii. Vévodové se pokoušeli toto panství sjednotit do jednoho mocného nezávislého království, které by bylo schopné se vyrovnat Francii. Překážkou byly země oddělující staré Burgundsko od Burgundského Nizozemí jako bylo například Lotrinsko. Právě neúspěšná válka s Lotrinskem přivodila rozpad burgundsko-vlámské unie.
Valoiský burgundsko-vlámský stát je někdy nadneseně nazýván „Třetím Burgundským královstvím“, protože se díky své velikosti stal pomyslným nástupcem předchozích burgundským království a Lotharingie.

## Přehled

Rozšiřování držav burgundských vévodů

Za vlády vévodů burgundské větve Kapetovců rodu Valois dosáhlo Burgundsko vrcholu své moci. V 15. a na počátku 16. století se stalo lokální mocností, přestože většina států stále oficiálně spadala pod Svatou říši římskou nebo byly lény Francie. Proto vévodové usilovali o dosažení nezávislosti a vytvoření vlastního království, které by dokázalo konkurovat silné Francii. Burgundsko se tak zapojilo i do stoleté války na straně Anglie. Vévodové zřejmě vzhlíželi ke starší slavnější minulosti Burgundska nebo k Lotharingii s úmyslem obnovení království. 
Roku 1430 byla Jana z Arku zajata Burgunďany, kteří ji posléze předali anglickým spojencům. Ve snaze o získání Lotrinska probíhaly v letech 1474–1477 burgundské války mezi vévody a Švýcarskou konfederací a Lotrinskem. Vévoda Karel Smělý padl v osudné bitvě u Nancy, smrtelné zranění mu přivodil švýcarský halapartník. Smrt vévody zasadila burgundské monarchii citelnou ránu, neboť Karel neměl mužského dědice. Následnictví připadlo Marii Burgundské, která byla provdána za Maximiliána Habsburského. Marie Burgundská nešťastnou náhodou zemřela 27. března 1482. Francie si byla vědoma sporného následnictví v burgundském státě a okamžitě využila situace k anektování některých burgundských území.
Roku 1482 mírová dohoda z Arrasu ukončila válku o burgundské dědictví mezi Ludvíkem XI. a Maxmiliánem. Mírová smlouva ze Senlis v roce 1493 rozdělila burgundsko-vlámské panství mezi obě strany konfliktu. Největší státy včetně historického vévodství připadly Francii, zatímco Habsburkům bylo ponecháno Franche Comté (svobodné hrabství) a Nizozemí. Navzdory této skutečnosti se Habsburkové nevzdali užívání titulu vévody burgundského. Burgundsko-vlámská unie přestala formálně existovat roku 1512, kdy byl její zbytek zahrnut v nově vzniklý říšský kraj. Později Nizozemí získali španělští Habsburkové a jejich obrovská říše se rozrostla i o země Beneluxu.

## Seznam burgundských států
- Burgundské vévodství
- Burgundské hrabství
- Hornoalsaské lankrabství
- Mâconské hrabství
- Bavorsko-Straubing
- Charolaiské hrabství
- Bar-sur-Seine

 Burgundské Nizozemí:
- Brabantské vévodství
- Lucemburské vévodství
- Flanderské hrabství
- Henegavské hrabství
- Holandské hrabství
- Lothierské vévodství
- Hrabství Artois
- Buloňské hrabství
- Frísko
- Antverpské markrabství
- Limburské vévodství
- Geldernské vévodství
- Namurské hrabství
- Hrabství Vermandois
- Zutphenské hrabství
- Zélandské hrabství
- Hrabství Ponthieu
- Pikardie

vazalové:
- Neverské hrabství
- Rethelské hrabství
- Hrabství Eu

okupace:
- Lotrinské vévodství
- Barské vévodství

Mezi státy vévodů náleželo zejména z Burgundska původní vévodství a hrabství (Franche Comté), dále byly připojeny Limbursko, Lucembursko, Flandry, Henegavsko, Brabantsko, Holandsko, Frísko a mnoho dalších drobných útvarů Burgundského Nizozemí, které oficiálně náležely k Říši nebo Francii.

## Historie

Francie a burgundské státy (žlutá) v roce 1477

Po smrti Václava Lucemburského zdědil burgundský vévoda Filip III. Dobrý Brabantsko a Limbursko. V roce 1411 zdědila Lucemburské vévodství Eliška Zhořelecká, jelikož jí ho odkázal její strýc Zikmund Lucemburský, protože nebyl schopný je vyplatit. Ta roku 1441 uzavřela dohodu s burgundským vévodou Filipem III. Dobrým, která ho zmocňovala ke zdědění Lucemburska po její smrti a okamžitému převzetí administrativy nad vévodstvím. Filip souhlasil, ale nehodlal na dědictví čekat a o dva roky později nařídil proti jejímu území noční útok a převzal jej ihned. Eliška byla ze země vypovězena. Lucembursko se tak stalo součástí držav burgundských Kapetovců z rodu Valois.
Už od roku 1407 (až do roku 1435) probíhá ve Francii občanská válka mezi frakcemi „Armagnaků“ a „Burgunďanů“. Armagnakové byli stoupenci rodu Orléans, resp. dauphina. Naopak Burgunďané byli příznivci burgundského vévody (resp. Valoisko-burgundské dynastii). V Paříži dochází k lidové bouři vyvolané burgundským vévodou Janem Nebojácným, známé jako povstání cabochienů, která skončila masakrem obyvatel.

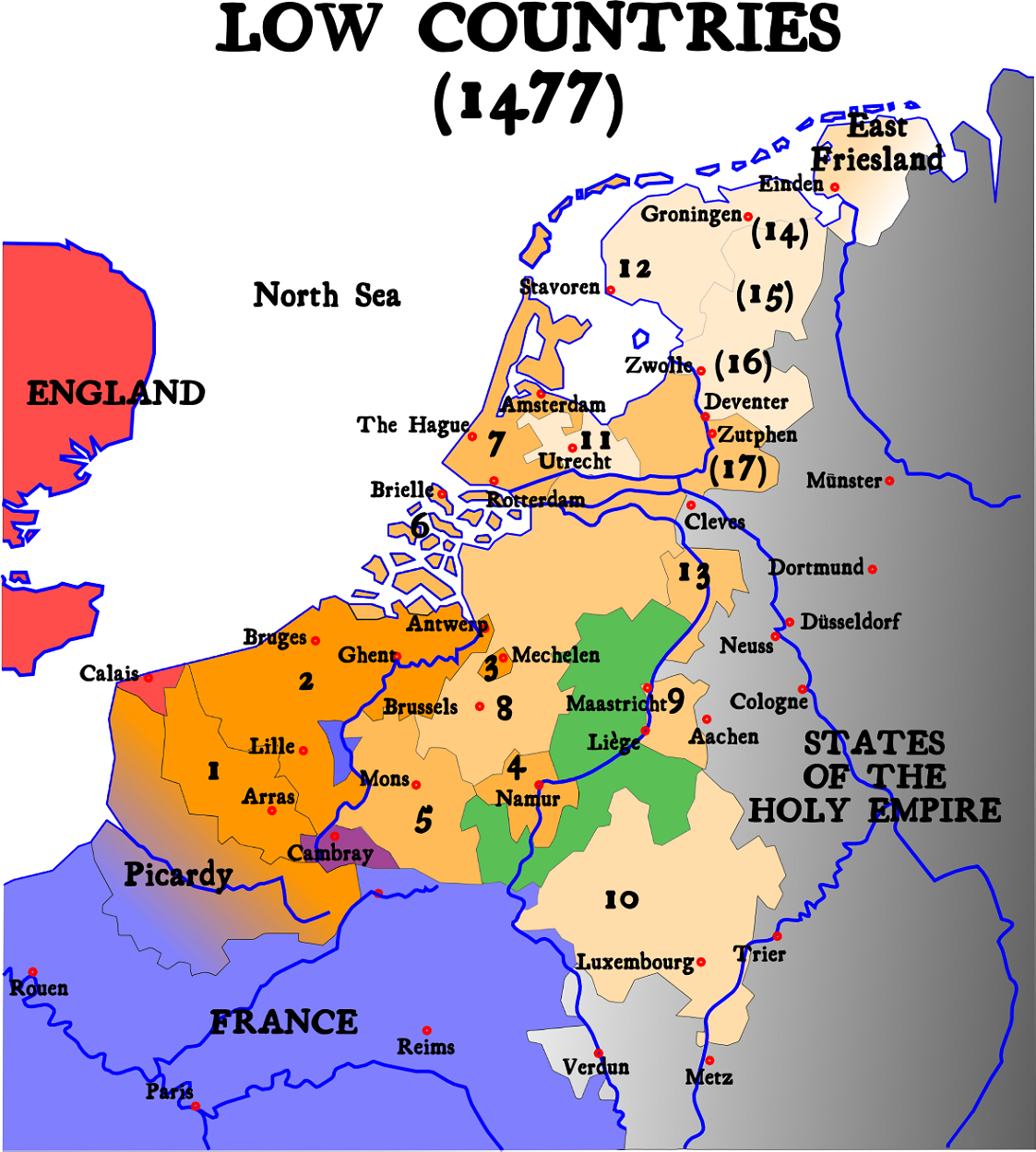
Burgundské Nizozemí na konci vlády Karla Smělého v roce 1477

Vévoda Karel Smělý, syn Filipa III. Dobrého a Isabely Portugalské, dále rozšířil moc a území burgundského vévodství. Jeho snem bylo vytvořit z Burgundska a dalších svých území samostatné království, nezávislé na Francii. Za tímto účelem podobně jako jeho otec utvořil koalici s Anglií proti francouzskému králi Ludvíkovi XI.

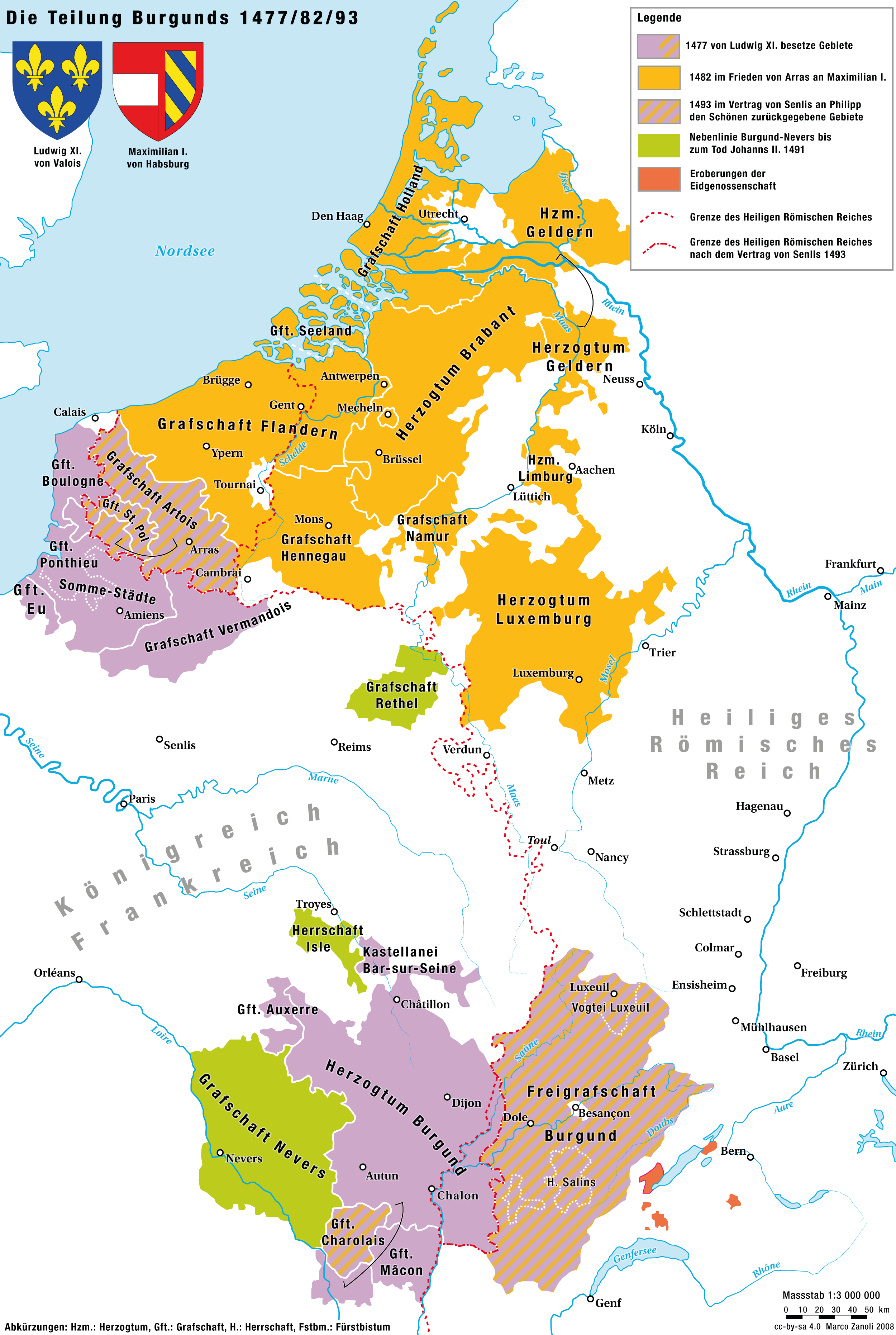
Mapa dělení burgundského dědictví, Francií získané státy fialově, oranžově země Marie Burgundské

V rámci rozšiřování svého panství a hlavně spojením svých držav, které rozdělovalo Lotrinské vévodství, vedl válku proti spojencům Ludvíka Švýcarům a Ludvíkovi věrným šlechticům sídlícím poblíž švýcarských hranic. Dočasně získal Lotrinské vévodství vévody Reného s hlavním městem Nancy, čímž byly dočasně spojeny roztroušené burgundské državy, jenže lotrinský vévoda René zanedlouho uspěl v pokusu získat zpět Lotrinsko a burgundský vévoda o něj přišel. Karel Smělý hodlal získat Lotrinsko zpět, ale zemřel na bitevním poli 5. ledna 1477 v bitvě u Nancy, kdy si lotrinský vévoda René sebou přivedl jeho nepřátele: najal švýcarskou pěchotu a připravil tak Karlovi před hradbami města drtivou porážku, jež vévodu stála život (znovu se nechal překvapit a jeho armáda se opět rozutekla). Po jeho smrti se personální unie začala zvolna rozpadat a spolu s ní i sen po obnově království.
Jeho dcera Marie se po otcově smrti stala burgundskou vévodkyní a podle dohody se provdala za císařova syna Maximiliána Habsburského. Práva na burgundské dědictví museli mladí manželé hájit zejména proti nárokům francouzského krále Ludvíka XI. a jeho nástupců, kteří je považovali za odumřelé léno. Uhájit všechny rozsáhlé Karlovy državy pro potomky se nepodařilo.
Podle mírové smlouvy v Senlis 1493 bylo burgundské vévodství rozděleno:
- Picardie a vévodství burgundské připadly Francii,
- Burgundské hrabství (burgundská část na východ od řeky Saone) a nizozemské státy získali Habsburkové.

Zároveň od té doby probíhal spor mezi francouzskými Kapetovci a Habsburky o to, komu má náležet titul vévody burgundského.

## Seznam burgundských vévodů

### Valois

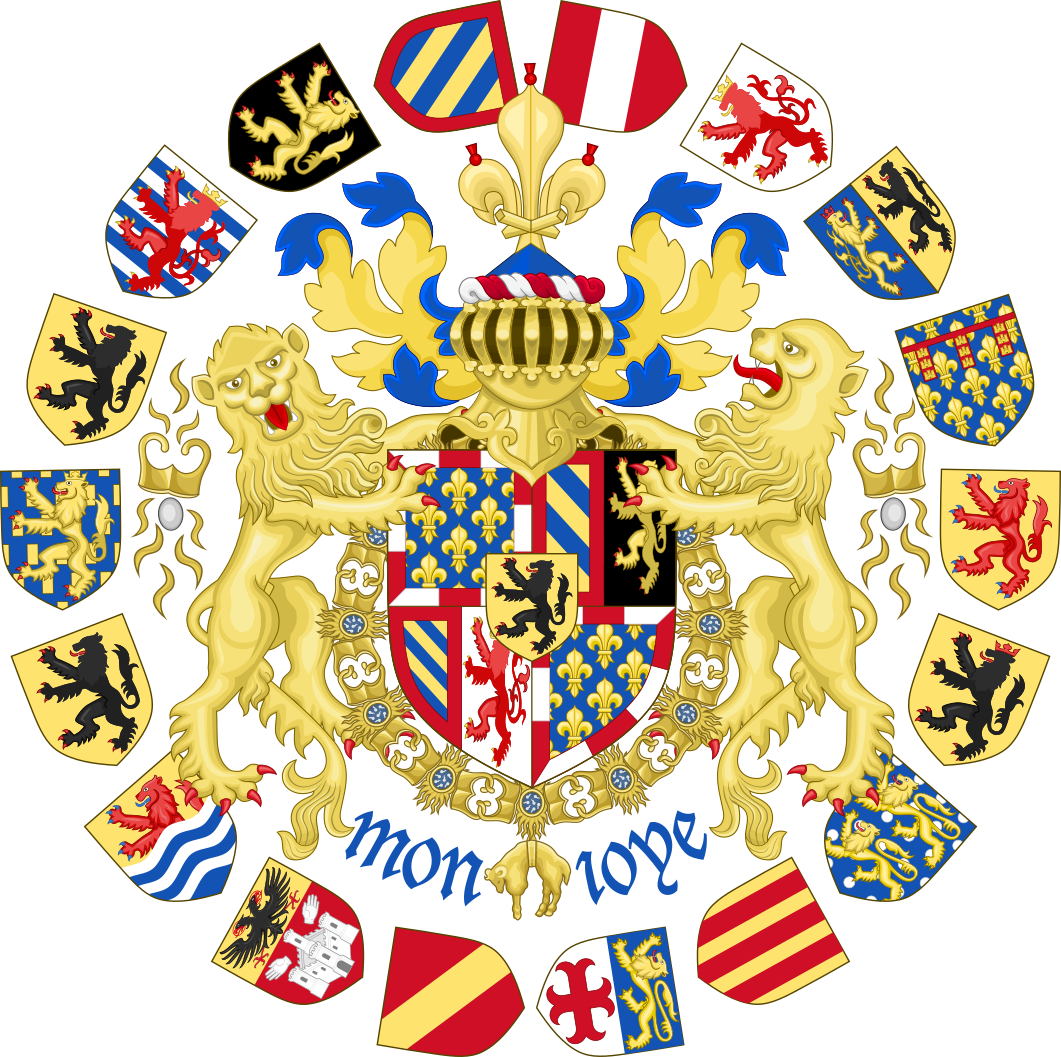
Velký znak valoiských vévodů burgundských

portréty vévodů z dynastie Valois:
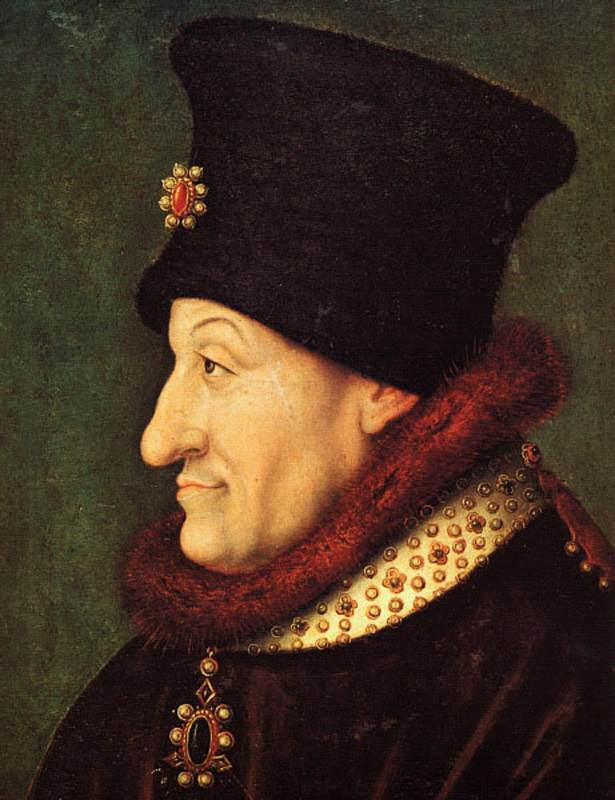
Filip II. Smělý od neznámého autora
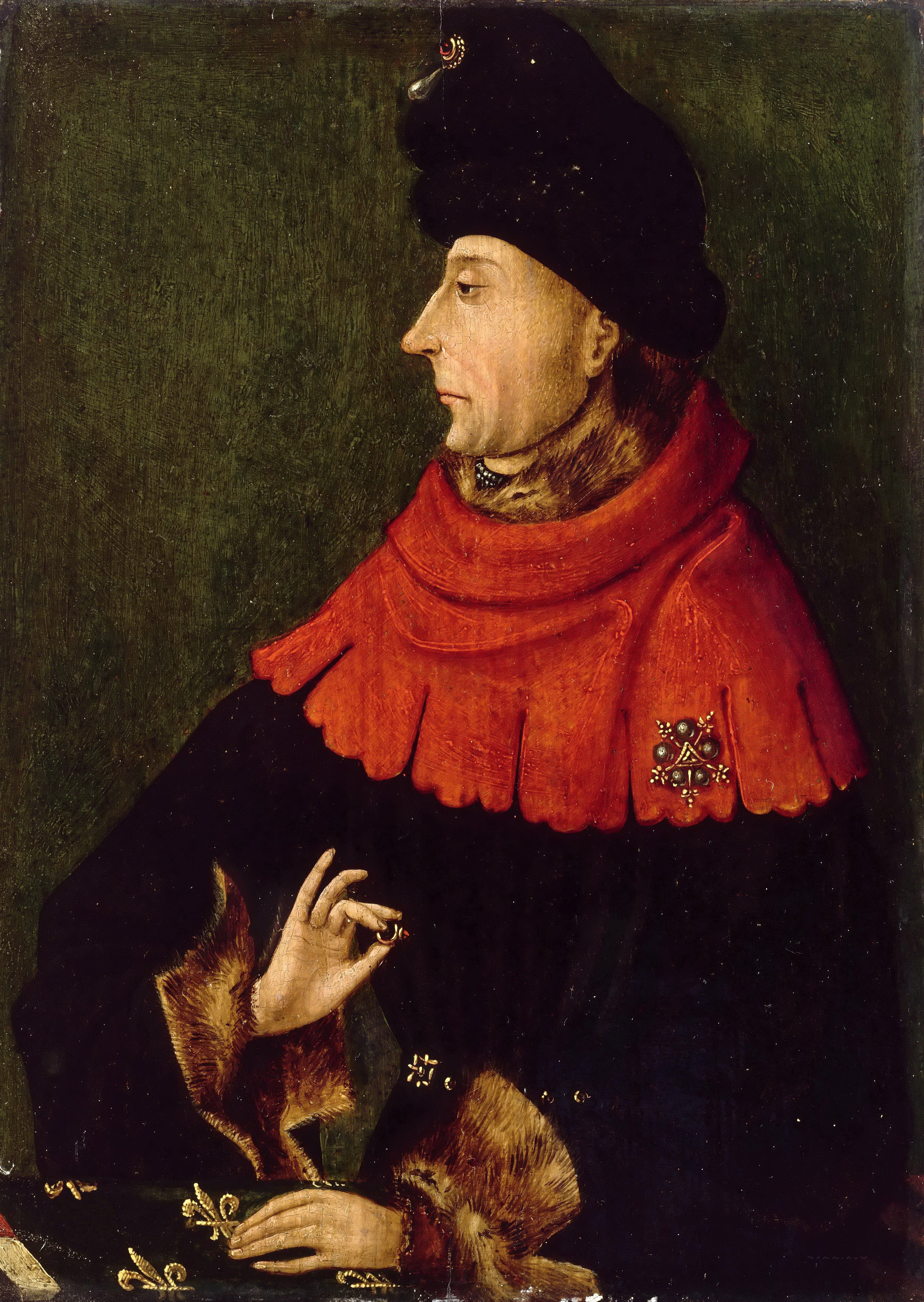
Jan I. Nebojácný od neznámého autora
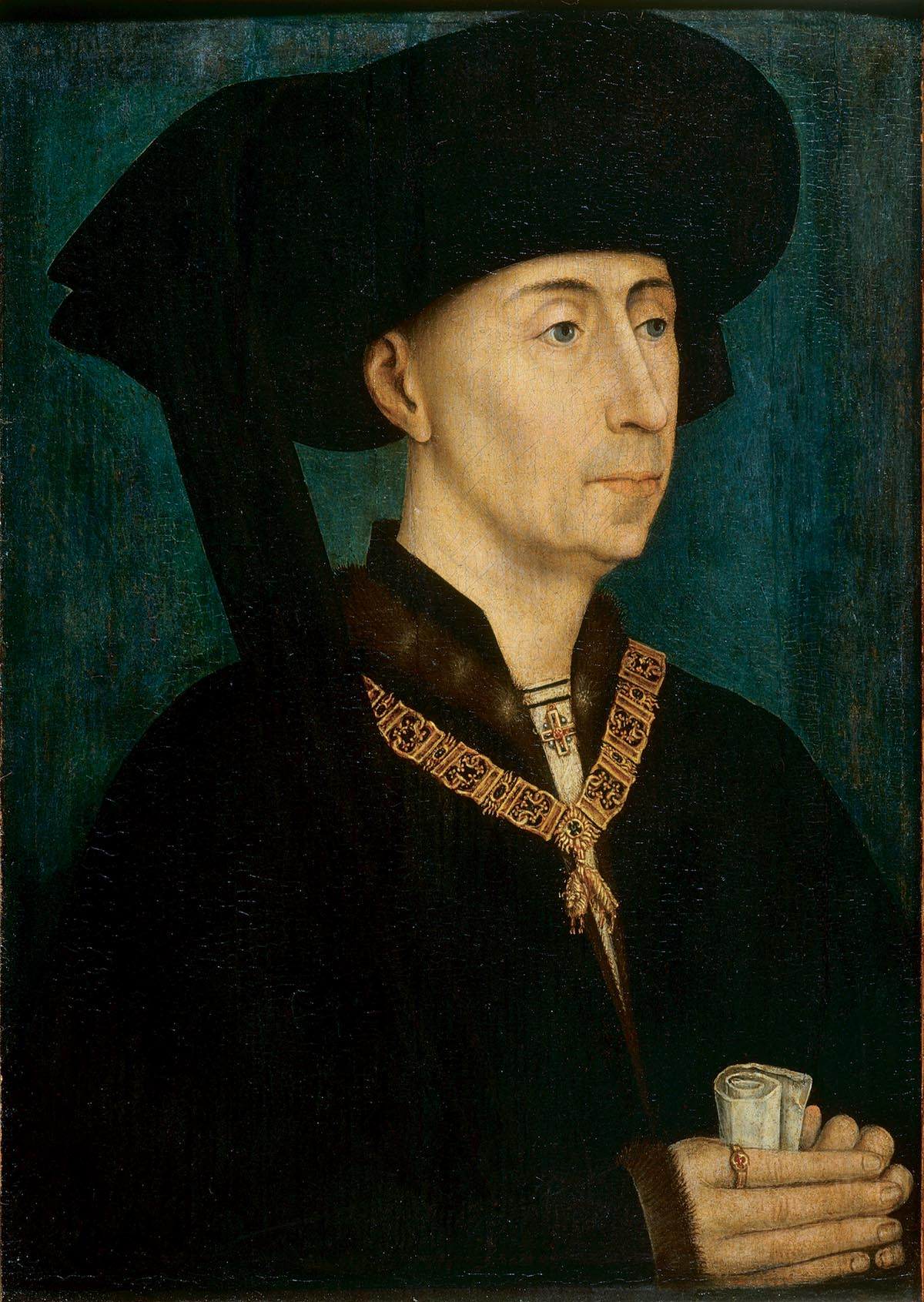
Filip III. Dobrý od Rogiera van der Weyden
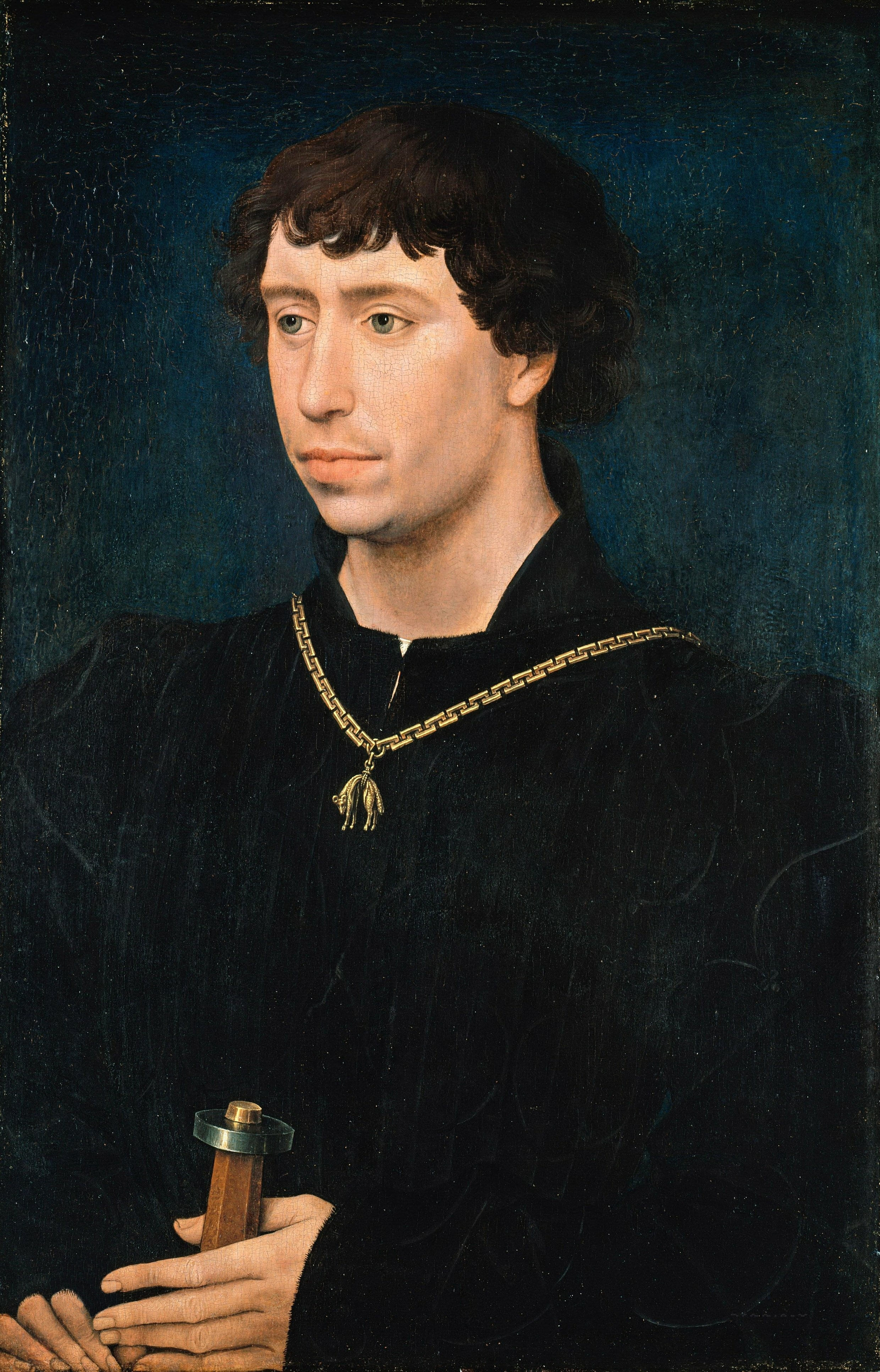
Karel Smělý od Rogiera van der Weyden
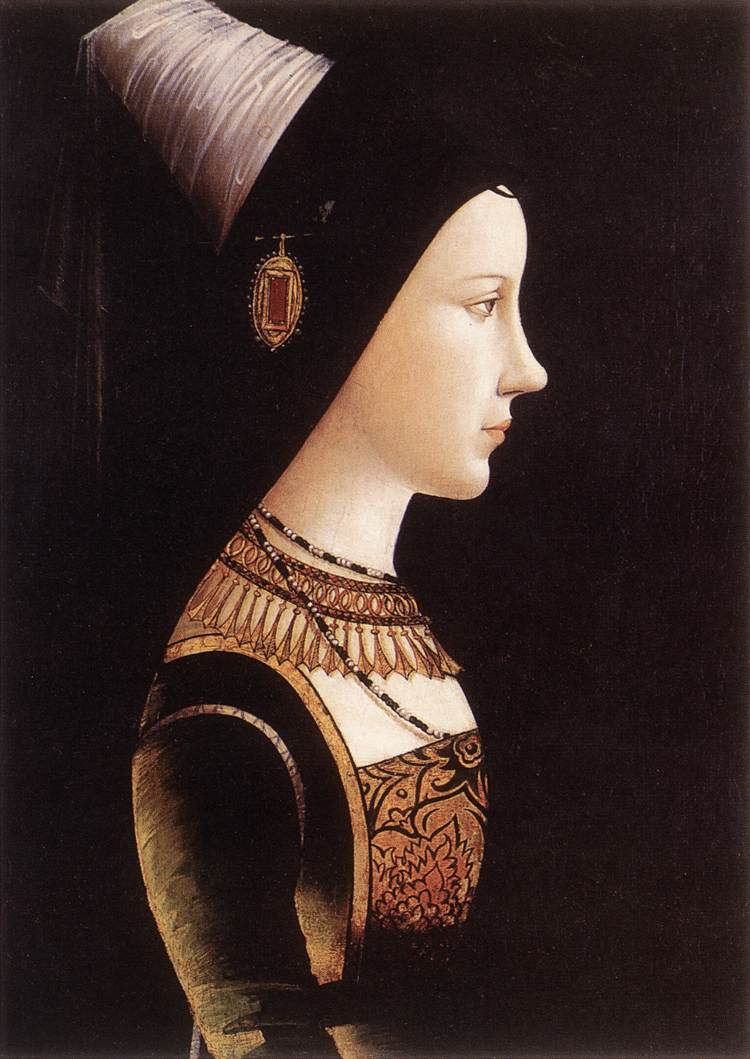
Marie Burgundská

- Filip II. Smělý (1363–1404)
- Jan I. Nebojácný (1404–1419)
- Filip III. Dobrý (1419–1467)
- Karel Smělý (1467–1477)
- Marie Burgundská (1477–1482)

### Habsburkové
- Filip I. Sličný (1482–1506)
- Karel V. (1506–1555)

## Symbolika

znak, symboly:
Filip II. Smělý
Jan I. přidává znak Flander
od Filipa III. po Marii, přidáno Brabantsko a Limbursko
Filip I. Sličný
Karel V.
ondřejský kříž v dřevěné podobě a se zlatým rounem

vlajky, symboly:
vévodský prapor s heraldickými znaky Burgundska, Brabantska, Limburska a Flander
prapor s ondřejským křížem na počest skotských žoldnéřů, později převzat nizozemskými a španělskými vojsky